# Daniel Curtis Lee
Daniel Curtis Lee (17 de maio de 1991) é um ator e rapper estadunidense. Ele é mais conhecido por interpretar Simon Nelson-Cook no programa Manual de Sobrevivência Escolar do Ned da Nickelodeon. Também já trabalhou como o Kojo o arqui-inimigo de Zeke e Luther na série Original Disney XD Zeke & Luther. Gravou as músicas e videoclipes das canções "U Can't Touch This" em 2009, e "In the Summertime" em 2010 para divulgar o seriado Zeke & Luther.

## Filmografia e Séries
| Ano       | Título                                 | Personagem                 | Notas                    |
| --------- | -------------------------------------- | -------------------------- | ------------------------ |
| 2001      | The Rising Place                       | Estudante                  | Não creditado            |
| 2002      | First Monday                           | Garoto                     | Episódio "Court Date"    |
| 2002      | Friday After Next                      | Garoto                     |                          |
| 2003      | The Shield                             | Cassius                    | Episódio "Dead Soldiers" |
| 2004-2007 | Manual de Sobrevivência Escolar do Ned | Simon 'Cookie' Nelson-Cook | Elenco principal         |
| 2009-2012 | Zeke & Luther                          | Kojo                       | Elenco principal         |
| 2011-2014 | Good Luck Charlie                      | Raymond                    | Namorado da Ivy          |
| 2012      | Glee                                   | Phillip "Phil" Lipoff      | Quatro episódios         |